# Horst Neubauer (Richter)
Horst Neubauer (* 12. Mai 1897 in Görlitz; † 1981) war ein deutscher Richter, der während der deutschen Besetzung Polens am Sondergericht Litzmannstadt 96 Todesurteile fällte. Die Gesetzgebung und Rechtspraxis in der Bundesrepublik Deutschland, in der Neubauer noch Senatspräsident wurde, verhinderte, dass er dafür vor Gericht Rechenschaft ablegen musste.

## Leben
Horst Neubauers Vater Karl war ein Görlitzer Weingroßhändler, er hatte Helene Wiesner, Tochter eines Fabrikbesitzers und Stadtrats geheiratet. Wie seine Eltern wuchs Horst Neubauer in seiner Geburtsstadt auf, wo er das Gymnasium Augustum absolvierte. Da er aus gesundheitlichen Gründen nicht eingezogen wurde, konnte er 1916 an der Universität Marburg das Studium beginnen, 1917 trat er dem Wingolf bei. Er wechselte 1918 an die Universität Greifswald und an die Universität Breslau, an der er 1921 mit einer historischen Arbeit zum Dr. phil promovierte. In Berlin schloss er ein Jurastudium an, das er nach vier Semestern am Kammergericht mit dem ersten Staatsexamen abschloss.
Während  des Referendariats publizierte er arbeitsrechtliche Schriften und promovierte 1926 in Berlin zum Dr. jur. utriusque. Von 1927 an war er beim Deutschen Städtetag beschäftigt und 1929 wurde er Wahlbürgermeister in Lauenburg in Pommern mit einem Anfangsgehalt von 8.400 RM p. a.
Zum 1. April 1933 trat er der NSDAP bei (Mitgliedsnummer 1.824.940), hatte aber schon vorher die örtliche NSDAP-Untergliederung unterstützt und am 5. April 1932, also noch vor dem Preußenschlag, den Wahlkämpfer Adolf Hitler begrüßt. 1935 wurde er in Berlin Blockleiter der NSDAP, außerdem war er in der Zeit des Nationalsozialismus Mitglied im RDB, in der NSV und der Reichsschrifttumskammer, im RLB und im BDO, später war er auch Kreisschulungsredner in der Partei und in Litzmannstadt engagierte er sich als Geschäftsführer der Nordischen Gesellschaft. Mit der 1933 geheirateten Tochter eines Reichsgerichtsrats hatte er 1934 das erste Kind.
In Lauenburg wurde er als Wahlbeamter mit dem Gesetz zur Wiederherstellung des Berufsbeamtentums 1934 als Bürgermeister entlassen, um Platz für die mit Pfründen zu versorgenden Alten Kämpfer der Partei zu schaffen, wurde wieder in den Justizdienst Preußens aufgenommen und erhielt 1935 eine Stelle als Richter am Amtsgericht Charlottenburg. Indem Neubauer nebenher für die Deutsche Arbeitsfront Arbeitsrechtsfälle bearbeitete, konnte er zwar sein Einkommen erheblich aufbessern, zog sich aber auch die Kritik seiner Vorgesetzten beim Kammergericht zu. Bevor sich dieses zuspitzte, wurde Neubauer nach der deutschen Eroberung Polens im neu geschaffenen Reichsgau Wartheland als Alleinrichter nach Bentschen abgeordnet. Im April 1940 wurde er als Landgerichtsdirektor zum Vorsitzenden einer Kammer des Sondergerichts in Litzmannstadt befördert, sein Landgerichtspräsident war Heribert Kandler, zu dessen Vertreter Neubauer noch aufrückte. Ab Ende 1941 erlaubte die Polenstrafrechtsverordnung eine Prozessführung, ohne dass für den Angeklagten eine Verteidigung bestellt werden musste. Neubauer wurde aufgrund seiner Zuverlässigkeit und Mitarbeit in der NSDAP zusätzlich zum stellvertretenden Vorsitzenden am Erbgesundheitsgericht beim Amtsgericht Litzmannstadt bestellt. Er erhielt 1941 das Kriegsverdienstkreuz II. Klasse. Neubauer verkündete 963 Urteile, davon 96 Todesurteile, insgesamt wurden an dem Sondergericht von 3.700 Verurteilten 281 Menschen zum Tode verurteilt. Das letzte Urteil zu 6 Wochen Gefängnis fällte Neubauer am 9. Januar 1945 nach dem Heimtückegesetz gegen einen Deutschen wegen unbefugten Tragens des NSDAP-Parteiabzeichens. Er wurde nach der Flucht aus dem Osten noch als Vertreter des Senatspräsidenten für Hoch- und Landesverrat an das Oberlandesgericht Jena abgeordnet, über die Spruchpraxis dort ist nichts bekannt, die Stadt wurde am 13. April 1945 von der US-Armee erobert. 
Neubauer fiel unter den automatischen Arrest und wurde vom 13. Juni 1945 bis zum 24. Mai 1946 in wechselnden Lagern der Amerikaner interniert. Im Entnazifizierungsverfahren in Detmold verschwieg er seine Tätigkeit im Sondergericht, machte die Entlassung 1934 und die vorgeblich jüdische Abstammung seiner Ehefrau geltend und wurde am 8. November 1948 als Mitläufer eingestuft. Danach profitierte er von der von Ministerpräsident Karl Arnold und Justizminister Artur Sträter erlassenen  nordrhein-westfälischen Verordnung zum Abschluss der Entnazifizierung vom 24. August 1949 und konnte als nunmehr pauschal Entlasteter seine Rückkehr in den öffentlichen Dienst betreiben. Der Düsseldorfer Regierungspräsident Kurt Baurichter stellte ihm den erforderlichen Persilschein aus, mit dem er 1950 als Richter am Verwaltungsgericht Düsseldorf eingestellt wurde. 1955 wurde er von Sozialminister Johann Platte zum Senatspräsidenten des Landessozialgerichts Nordrhein-Westfalen in Essen ernannt. 
Maßgeblich für das vorzeitige Ende der Karriere Neubauers waren Ende der 1950er Jahre die „Blutrichter“-Kampagne der DDR und die vom Sozialistischen Deutschen Studentenbund zuerst in Karlsruhe organisierte Ausstellung Ungesühnte Nazijustiz, in der als ein Beispiel das Todesurteil Neubauers gegen Stefan Redzynia aufgeführt war; Redzynia hatte einem deutschen Polizisten vor die Brust gestoßen, um sich der Festnahme zu entziehen. Die Ausstellungsorganisatoren Wolfgang Koppel und Reinhard Strecker zeigten Neubauer im Januar 1960 „wegen Rechtsbeugung, vermutlich in Tateinheit mit Totschlag“, bei der Staatsanwaltschaft Essen an; die Ermittlungen wurden an Neubauers Wohnort von der Staatsanwaltschaft Düsseldorf übernommen, die Ermittlungsakte wurde später als nicht archivwürdig vernichtet. Die Staatsanwaltschaft stellte das Verfahren ein und teilte dies acht Monate (sic!) nach der Einstellung dem Anzeigenerstatter im Juni 1961 mit. Neubauers Richtertätigkeit in Polen war zudem seit Mai 1958 Gegenstand einer disziplinarrechtlichen Untersuchung, in der Neubauer auch unter Berufung auf die Rechtsprechung des BGH vorbrachte, dass die Maßstäbe von heute nicht auf damals angewandt werden könnten. Neubauer konnte die Einstellung des Disziplinarverfahrens nach dem Opportunitätsprinzip aushandeln, wurde ehrenhaft am 5. Juli 1961 in den vorzeitigen Ruhestand entlassen und kam noch zwanzig Jahre in den Genuss seiner Senatspräsidentenpension unter Anrechnung auch der Dienstzeit in Polen.
Erst als nach der Wiedervereinigung Deutschlands Richter der DDR wegen Rechtsbeugung verurteilt wurden, kam es 1995 zu einer Wende in der Rechtsprechung des Bundesgerichtshofs, der nun feststellte, dass die ausgesprochenen Todesstrafen in einer Vielzahl von Fällen zu einer Verurteilung von Richtern und Staatsanwälten des nationalsozialistischen Gewaltregimes hätte[n] führen müssen. Diese späte Einsicht blieb konsequenzlos, denn auch ein Dr. H., der als Richter an den Sondergerichten Lemberg und Stanislau dreizehn Polen zum Tode verurteilt hatte, die flüchtigen Juden Unterschlupf gewährt hatten, verstarb 2003, bevor die Ermittlungen, die 2001 aufgenommen worden waren, zur Anklageerhebung geführt hatten.

## Schriften
- Das Stadtverfassungsrecht Deutschlands. F. Vahlen, Berlin 1930
- Die Stadt Görlitz am Beginn des 18. Jahrhunderts: Ihre wirtschaftlichen, sozialen und politischen Verhältnisse. Breslau, R.- u. staatswiss. Diss., 1927
- Der Arbeitsvertrag in der neueren Gesetzgebung des Auslandes. Görlitz 1927
- mit Paul Wöbling: Die Entlassung der Arbeiter und Angestellten nach neuestem Recht, insbes. d. Verordnung vom 15. 10. 23 über Betriebsstillegung u. Arbeitsstreckung. Industrie-Verl. Spaeth u. Linde, Berlin 1923